# Silene brahuica
Silene brahuica är en nejlikväxtart. Silene brahuica ingår i släktet glimmar, och familjen nejlikväxter.

## Underarter
Arten delas in i följande underarter:
- S. b. brahuica
- S. b. megacalyx